# Lipotriches phenacura
Lipotriches phenacura är en biart som först beskrevs av Cockerell 1911.  Lipotriches phenacura ingår i släktet Lipotriches och familjen vägbin. Inga underarter finns listade i Catalogue of Life.